# Chaliuny Boldbaatar
Chaliuny Boldbaatar (mong. Халиуны Болдбаатар; ur. 20 października 1971 w Ułan Bator) – mongolski judoka. Dwukrotny olimpijczyk. Zajął piąte miejsce w Atlancie 1996 i siódme w Barcelonie 1992. Walczył w wadze lekkiej.
Piąty na mistrzostwach świata w 1997; uczestnik zawodów w 1995, 1999 i 2001. Startował w Pucharze Świata w latach 1995-1999. Triumfator igrzysk azjatyckich w 1998 i trzeci w 1994. Zdobył pięć medali na mistrzostwach Azji w latach 1991 - 2001. Wygrał uniwersjadę w 1999. Trzeci na wojskowych MŚ w 1994. Srebrny medalista igrzysk Azji Wschodniej w 1997 roku.

## Letnie Igrzyska Olimpijskie 1992
| Konkurencja | Eliminacje                  | Eliminacje             | Eliminacje              | Repasaże                | Repasaże               | Repasaże            | Klas. końcowa |
| Konkurencja | Przeciwnik I                | Przeciwnik II          | Przeciwnik III          | Przeciwnik I            | Przeciwnik II          | Przeciwnik III      | Miejsce       |
| ----------- | --------------------------- | ---------------------- | ----------------------- | ----------------------- | ---------------------- | ------------------- | ------------- |
| 71 kg       | Magomiedbiek Alijew (EUN) Z | Siméon Toronlo (CAF) Z | Bertalan Hajtós (HUN) P | Roman Hatashita (CAN) Z | Mizjan Dahmani (ALG) Z | Oren Smadża (ISR) P | 7.            |

## Letnie Igrzyska Olimpijskie 1996
| Konkurencja | Eliminacje                | Eliminacje          | Eliminacje                 | Finały                 | Finały                      | Klas. końcowa |
| Konkurencja | Przeciwnik I              | Przeciwnik II       | 1/4                        | 1/2                    | o 3. miejsce                | Miejsce       |
| ----------- | ------------------------- | ------------------- | -------------------------- | ---------------------- | --------------------------- | ------------- |
| 71 kg       | Sebastián Alquati (ARG) Z | Jimmy Pedro (USA) Z | Wladimer Dgebuadze (GEO) Z | Kenzō Nakamura (JPN) P | Christophe Gagliano (FRA) P | 5.            |